# Березово (Мікряковське сільське поселення)
Бере́зово (рос. Берёзово, марій. Кугилансола) — присілок у складі Гірськомарійського району Марій Ел, Росія. Входить до складу Мікряковського сільського поселення.

## Населення
Населення — 71 особа (2010; 74 у 2002).
Національний склад (станом на 2002 рік):
- гірські марійці — 74 %